# Academia Colarossi

Academie Calorossi, sessão de Desenho de modelo vivo

A Academia Colarossi (em francês Académie Colarossi) foi uma escola de artes parisiense em atividade entre 1815 e a década de 1930. 
Fundada em 1815, seria adquirida alguns anos mais tarde pelo escultor italiano Filippo Colarossi. Funcionou de início na Île de la Cité e, mais tarde, na rue de la Grande-Chaumière, Montparnasse, a pouca distância da Académie de la Grande Chaumière.
Simultaneamente escola privada e ateliê livre, a Academia se constituiu em uma  alternative à École des beaux-arts, que se tornara muito conservadora aos olhos de muitos artistas.
Assim como a Académie Julian, a escola de Colarossi aceitava os estudantes do sexo feminino e lhes permitia pintar modelos masculinos nus. Seu curso de escultura com modelos era muito bem conceituado e a instituição atraía numerosos alunos estrangeiros, sobretudo dos norte-americanos e escandinavos. Em 1910, a Academia teve sua primeira professora, a neozelandesa Frances Hodgkins, confirmando assim o seu espírito progressista.
A escola encerrou suas atividades nos anos 1930. Pouco antes, Madame Colarossi havia queimado os arquivos da instituição, em represália às infidelidades de seu marido.

## Alguns alunos da Academia Colarossi
|  | - António Fernandes de Sá - Jules Pascin - Emily Carr - Alfons Mucha - Paul Gauguin - Theophile-Alexandre Steinlen - George Grosz - Paula Modersohn-Becker - Amedeo Modigliani - Jacques Lipchitz - Carlos Botelho - Lamorna Birch - John Duncan Fergusson - Cedric Morris - Samuel Peploe - Dod Procter - Charles Demuth - Lyonel Feininger - Camille Claudel etc. |